# Rag
Rag je menší rodina GTPáz vyskytující se u většiny eukaryotických organismů s výjimkou zelených řas a vyšších rostlin.  Členy této rodiny jsou u kvasinek proteiny Gtr1 a Gtr2, u savců, jako je člověk, jsou to GTPázy RagA, RagB, RagC a RagD. Platí, že lidské GTPázy RagA a RagB jsou si velmi podobné a vznikly genovou duplikací, to samé platí pro dvojici RagC a RagD. Strukturně jsou Rag proteiny podobné ostatním malým GTPázám (jako jsou např. Rab proteiny), ale v některých detailech se liší, zejména v oblasti prodloužených C-terminálních domén, které umožňují heterodimerizaci Rag proteinů mezi sebou, a dále absencí lipidových modifikací na C-konci.

## Funkce
RagA/B vytváří heterodimery s RagC/D a slouží jako senzory množství aminokyselin v buňce. Vazba GTP či GDP ovlivňuje aktivitu Rag GTPáz: aktivní Rag dimer má na RagA/B podjednotce navázané GTP a na RagC/D podjednotce GDP; v této konfiguraci se Rag dimer nachází, pokud má buňka k dispozici velké množství aminokyselin. Rag proto v takovém případě aktivuje mTOR komplex, který stimuluje jejich metabolismus. Situace je opačná u neaktivního Rag dimeru, který je typický pro stav aminokyselinové deprivace.